# Johann Peter Falck
Johann Peter Falck (20 de janeiro de 1732, Kockstorp, paróquia de Broddetorp (província de Västergötland) - 1 de novembro de 1774, Kazan (Rússia) ) foi um botânico e explorador sueco .

## Biografia
Estudou na Universidade de Uppsala como aluno de Carolus Linnaeus (1707-1778). Mudou-se para São Petersburgo em 1763 assumindo um cargo de professor de botânica nesta cidade em 1765. Entre 1768 e 1774 participou de uma expedição russa para a  Sibéria dirigida por Peter Simon Pallas (1741-1811). Deprimido e enfermo, suicidou-se em Kazan em 1774.
As notas de  Johann Peter Falck foram publicadas em alemão na ata de viagem de Johann Gottlieb Georgi (1729-1802), sob o título Beyträge zur topographischen Kenntnis des russischen Reichs com três volumes em 1785 - 1786
Carl Peter Thunberg (1743-1828) dedicou em sua honra, em 1781, o gênero botânico Falckia da família das  Convolvulaceae.